# 陈楚故城
陈楚故城位于河南省周口市淮阳区。被认为是陈城，即楚国国都陈郢遗址。
1980年5月中旬至6月上旬，周口地区文化局文物科、淮阳县文物保管所进行协助，河南省博物馆对淮阳县城进行考古调查与试掘。对淮阳县城的“试掘的探沟表明，淮阳城建于春秋晚期，当为陈国的国都陈城，战国时期曾二次附加，均为楚修。”。1986年11月21日，以陈楚故城之名列为第二批河南省文物保护单位。